# Svantepolk Knutsson
Svantepolk Knutsson (mort en 1310), seigneur de Viby en Östergötland, est un magnat scandinave issu de la famille royale danoise et liée par son mariage à celle de Suède.

## Origine et famille
Le père de Svantepolk est Knut, est un fils illégitime du roi Valdemar II de Danemark né de sa relation avec dame  Hélène, fille du comte Guttorm. Sa mère est originaire de Poméranie bien que son nom et son origine précise demeure inconnue, il semble toutefois qu'elle était issue de la lignée des ducs de Pomérélie.Le frère aîné de Svantepolk Erik , duc de Halland meurt en  1304.
Svantepolk s'établit dans le royaume de Suède vers le milieu du XIIIe siècle. Son épouse était Bénédicte, fille du comte Sune Folkesson, un petit-fils de  Birger Brosa. La mère de Bénédicte était Hélène Sverkersdotter, la fille du roi Sverker II de Suède et de sa première épouse Bénédicte Ebbesdotter de la famille danoise Hvide (en)
. La sœur aînée de Bénédicte Catherine de Ymseborg devient l'épouse du roi Erik XI de Suède (1216–50), de ce fait Svantepolk était le beau-frère du souverain.
Svantepolk devient justiciar d'Östergötland et un puissant et remarquable seigneur féodal en Suède. Il semble que son fils Knut meurt en enfance. Toutefois trois des quatre filles de Svantepolk et de Bénédicte;  dont  Ingrid Svantepolksdotter, richement dotées, épousent des seigneurs de la haute noblesse suédoise et deviennent ainsi les ancêtres de plusieurs familles aristocratiques du pays. Le seigneur Svantepolk, avec son ascendance royale et ses droits à la dignité ducale de  Halland et de Reval, est un ancêtre valorisant, bien représenté dans les généalogies de ses nobles descendants suédois. Le nom Svante, une forme abrégée de celui de  Svantepolk, est d'ailleurs porté par nombreux de ses descendants suédois.

## Postérité
- Ingeborg Svantepolksdotter (née vers 1250 ) épouse a) Johan Filipsson (Aspenäsätten) b) Tune Anundsson (Vingätten) ;
- Katarina Svantepolksdotter, moniale à l'Abbaye de Vreta  1266, abbesse 1289, morte 1329 ;
- Ingrid Svantepolksdotter épouse en 1288 le chevalier Folke Algotsson, (mort en 1310) ;
- Knut Svantepolksson, (1296-1301) ;
- Ingegerd Svantepolksdotter épouse Brynolf Bengtsson (Bengt Hafridssons ätt) puis Mats Törneson (Hjorthorn).